# Emetofobie
Emetofobie is de wetenschappelijke term voor braakfobie. Het is een extreme en irrationele angst voor overgeven. De naam is afkomstig van het Griekse ἐμέω eméo, 'braken' en φόβος phóbos, 'angst'.
Het is wereldwijd de zevende meest voorkomende fobie. Minstens 115.000 Nederlanders en Belgen lijden eraan. Sommige emetofoben voelen zich constant misselijk, vaak hebben ze ook maag- en darmproblemen.
Zowel het overgeven zelf als braaksel worden als zodanig eng beschouwd dat een emetofoob al het mogelijke doet om de confrontatie ermee te vermijden. Dit kan zich manifesteren door bijvoorbeeld geen alcohol te drinken of bepaalde als risicovol beschouwde voeding niet te eten. In sommige gevallen zal ook het contact met de omgeving aangepast worden om confrontatie met braaksel te vermijden. De persoon in kwestie zal bijvoorbeeld geen feestjes met dronken mensen bezoeken, zal geen boot- of treinreis maken, zal niet in achtbanen willen stappen, of zal steeds TV kijken met de afstandsbediening in de hand zodat een braakscène onmiddellijk kan worden weggedrukt.
Een emetofobie kan op verschillende manieren vorm krijgen:
- Sommige emetofoben zijn heel hygiënisch en hebben smetvrees voor bacteriën die buikgriep of dergelijke veroorzaken
- Sommigen hebben straatvrees en/of paniekstoornissen
- Anderen komen niet in cafés om dronken mensen te vermijden
- Er zijn ook mensen die constant de houdbaarheidsdatum van voedingsmiddelen controleren, opdat ze geen voedsel dat over de datum is innemen

De fobie kan ontstaan als overgeven wordt gekoppeld aan angst, maar de diepere oorzaak is niet bekend.

## Feiten
Ongeveer 90% van de personen met emetofobie is vrouwelijk. Het fenomeen komt vooral voor bij mid-twintigers. Volgens het boek Misselijk van angst van Margaret Massop blijkt de gemiddelde emetofoob opvallend genoeg reeds zeven jaar niet meer te hebben gebraakt.